# العمليات الانتقامية
كانت العمليات الانتقامية ((بالعبرية: פעולות התגמול)) غارات قامت بها قوات الدفاع الإسرائيلية في الخمسينات والستينات ردًا على هجمات الفدائيين المتكررة التي تسلل مسلحون عرب خلالها إلى إسرائيل من سوريا و‌مصر و‌الأردن لشن هجمات على المدنيين والجنود الإسرائيليين. وقد أعقبت معظم العمليات الانتقامية غارات أسفرت عن سقوط قتلى إسرائيليين. وكان الهدف من هذه العمليات خلق الردع ومنع الهجمات في المستقبل. وهناك عاملان آخران وراء الغارات هما استعادة المعنويات العامة وتدريب وحدات الجيش المشكلة حديثًا.

## السياسة
وقد أمر رئيس الوزراء الإسرائيلي دافيد بن غوريون ورئيس الأركان الإسرائيلي موشيه دايان بشن غارات انتقامية كرد قوي على الهجمات الإرهابية. وكانت الرسالة أن أي هجوم على الإسرائيليين سيعقبه رد إسرائيلي قوي.

## العمليات الكبرى
- عملية السموع
- عملية النيرب
- عملية أوراق الزيتون
- عملية البركان
- هجوم خان يونس
- عملية السهم الأسود
- مذبحة قبيا
- غزوة بيت جالا عام 1952
- حادثة الحمة[5]